# ツヴェット (小惑星)
ツヴェット (2770 Tsvet) は、小惑星帯の小惑星。1977年にクリミア天体物理天文台でニコライ・チェルヌイフが発見した。
クロマトグラフィーの原理を発見したロシアの植物学者、ミハイル・ツヴェット (Михаил Семёнович Цвет) から名付けられた。